# Castellana 81
Castellana 81 (anteriormente Torre BBVA o Torre del Banco de Bilbao) es un edificio situado en la ciudad de Madrid proyectado y diseñado por el arquitecto español Sáenz de Oiza. El proyecto es el ganador de un concurso restringido a una serie de profesionales prestigiosos, por parte del Banco de Bilbao, en 1971, para la construcción de la sede social en el centro financiero de AZCA en Madrid. Se construyó entre 1978 y 1981. Fue la antigua sede operativa principal de la entidad bancaria BBVA en Madrid, hasta su traslado en 2015 a la Ciudad BBVA en Las Tablas. En abril de 2017 se inició su expediente para ser incluido dentro de la lista de Bienes de Interés Cultural de la Comunidad de Madrid.

## Contexto
El complejo AZCA, acrónimo de Asociación Mixta de Compensación de la Manzana A de la Zona Comercial de la Avenida del Generalísimo, fue concebido por el Plan General de Ordenación Urbana de Madrid de 1946, llamado comúnmente Plan Bidagor. Fue desarrollado a partir de un proyecto del arquitecto Antonio Perpiñá, ganador del concurso internacional convocado en 1954. El Plan Parcial definitivo para la supermanzana fue aprobado definitivamente por la COPLACO en 1964
En el año 1971, el Banco de Bilbao, propietario de la parcela n.º 41 del complejo, convocó concurso restringido para el proyecto del edificio de sus oficinas centrales en Madrid, con tipología de torre, entre siete de los más prestigiosos estudios de arquitectura españoles de la época. Los invitados fueron Antonio Bonet, José Antonio Coderch, José Antonio Corrales y Ramón Vázquez Molezún, Antonio Fernández Alba, Rafael de la Hoz Arderius y Gerardo Olivares, Antonio y Manuel Miró y, finalmente, Francisco Javier Sáenz de Oiza. Los proyectos debían resolver el reto de levantar un edificio de oficinas de treinta plantas salvando la bóveda del túnel del enlace ferroviario entre las estaciones de Atocha y Chamartín. El concurso tuvo tres jurados, uno de carácter bancario para evaluar la funcionalidad de las soluciones, otro puramente técnico para los aspectos estructurales y tecnológicos, encomendado a la firma americana Skidmore, Owings and Merril (SOM) y un tercero para las cuestiones formales y estéticas, encomendado al arquitecto italiano Gio Ponti.
La propuesta de Sáenz de Oiza se basó ante todo en la búsqueda de una respuesta estructural óptima a un problema tan complejo. Para ello tuvo la colaboración de los ingenieros Carlos Fernández Casado, Javier Manterola y Leonardo Fernández Troyano. Se decidió que la estructura sería mixta, de acero y hormigón armado. Todo el peso del edificio se trasladaba al terreno a través de la cimentación de dos potentes núcleos de hormigón, situados a ambos lados del túnel, resolviendo la transmisión de cargas a esos dos núcleos mediante el apilamiento de edificios de cinco plantas, en cada uno de los cuales la planta inferior era un forjado sobre retícula de grandes jácenas de hormigón en voladizo, que recogían las cargas de los pilares metálicos de las cuatro plantas superiores. Este sistema estructural determinaba la existencia de plantas de diferente altura, lo que propiciaba la creación de ritmos horizontales en las fachadas. El sistema elegido permitía la existencia de una planta sin pilares en cada grupo de cinco, que para salvar el descuelgue de las jácenas de hormigón tendría mayor altura libre. 
En cuanto a los cerramientos, el arquitecto decidió su autonomía total respecto de la estructura vertical, que quedaba retranqueada en todo el perímetro, posibilitando una solución uniforme, sin interrupciones ni aristas, con esquinas curvas. 
Para su diseño integral, adoptó de forma rigurosa y obsesiva, tanto en planta como en alzado, un módulo de 33 cm, el «pie elefantino», cuyo múltiplo de 1,32 m fue la base para componer los planos. Hasta tal punto fue decisiva la modulación en el proceso proyectual que esa longitud de retícula se utilizó como lema del proyecto. Todos los elementos exteriores e interiores se adaptaron al módulo, desde la composición de fachadas a la altura de los peldaños de las escaleras o al despiece de suelos o falsos techos. 
Decidida la forma prismática de la torre, el tipo de apoyo sobre dos núcleos separados entre sí llevó de forma natural a la elección de una planta rectangular en lugar de cuadrada. La proporción de los lados, en consonancia con el espíritu humanista y matemático del arquitecto, resultó ser prácticamente el número de oro o divina proporción. 
Se pueden rastrear influencias más o menos directas para este proyecto en la arquitectura americana de posguerra. La más evidente es la Torre de Investigación S. C. Johnson and Sons, construida por Frank Lloyd Wright entre 1944-50 en Wisconsin, organizada en torno a un núcleo interno de hormigón, con bandejas de forjados desiguales y piel exterior autónoma con las esquinas curvas. 
El concurso fue resuelto en 1972 a favor de la propuesta de Sáenz de Oiza, decisión que hoy parece acertada a la vista del resto de opciones. El proyecto de ejecución se desarrolló entre los años 1972 y 1974. El uso y actividad específica previstos en la licencia municipal era comercial, oficinas y aparcamiento. Las obras comenzaron en el año 1975 y finalizaron en 1981.
Uno de los grandes aciertos del proyecto fue la elección de los materiales. Se buscó una imagen de nobleza y elegancia sin estridencias, pero utilizando materiales novedosos. El edificio, acabado en acero corten y lunas tintadas en color bronce, se impuso de forma inmediata en el paisaje urbano de Madrid por su cromatismo y su presencia serena e imponente. 
A lo largo de su breve historia, en un primer momento como sede del Banco de Bilbao y después como sede de las entidades bancarias surgidas de sucesivas fusiones, el edificio se mantuvo sin cambios aparentes, salvo los logotipos corporativos en el cuerpo de coronación. Sin embargo, interiormente se produjeron alteraciones puntuales, la más evidente de las cuales fue la colmatación de los espacios de espera en la entreplanta. En 1991 se instaló en planta semisótano una sala de exposiciones y conferencias. En el año 2000 se añadió una nueva caja de escaleras de emergencia por el lado oeste que no tuvo influencia en la envolvente.

### Remodelación y cambio de nombre
En el año 2007 fue vendido por la entidad bancaria BBVA a la sociedad inmobiliaria Gmp Property Socimi S.A., que planteó una rehabilitación integral del edificio para recuperar sus características originales. Gmp decidió renombrarlo como Castellana 81, si bien la entidad bancaria BBVA sigue manteniendo su logo corporativo en el remate del inmueble dado que seguirá arrendando las plantas superiores hasta 2034.
En 2014 se iniciaron las obras generales de conservación, restauración y adecuación a la normativa del edificio, según proyecto del arquitecto Antonio Ruiz Barbarín, basándose en la documentación original de Francisco Javier Sáenz de Oiza, con absoluto respeto a sus intenciones. En estas obras de recuperación de las características originales, los elementos reconstruidos han sido incorporados siguiendo criterios de diferenciabilidad, tal como se aconseja en las cartas internacionales de restauración, respetando la forma pero utilizando otros materiales o acabados. El edificio se encuentra en fase avanzada de rehabilitación, que se prevé completar en 2018. Las actuaciones prevén un extenso plan de renovación de los espacios interiores e instalaciones, así como un completo programa de medidas para posicionar el edificio como uno de los más sostenibles y eficientes del mercado de oficinas, con reducciones del consumo energético y de agua de hasta del 50%. El inmueble cuenta ya con la pre-certificación LEED Oro Core & Shell otorgada por el US Green Building Council (USGBC).
Tras la reforma Castellana 81 cuenta con una amplia gama de servicios, tales como un auditorio con capacidad para más de 200 personas, un centro de reuniones, duchas, vestuarios, servicio de fisioterapia, puntos de recarga para vehículos eléctricos, aparcamientos de bicicletas y cafetería.

## Descripción
El edificio del paseo de la Castellana 81 es una torre exenta de 107 metros de altura que se prolonga lateralmente hacia el norte en un cuerpo bajo de tres plantas que se adosa a la parcela colindante. Se distribuye en treinta y siete niveles de planta, treinta y tres sobre rasante destinados a oficinas y comercio y cuatro bajo rasante destinados a garaje aparcamiento y a recintos de instalaciones. 

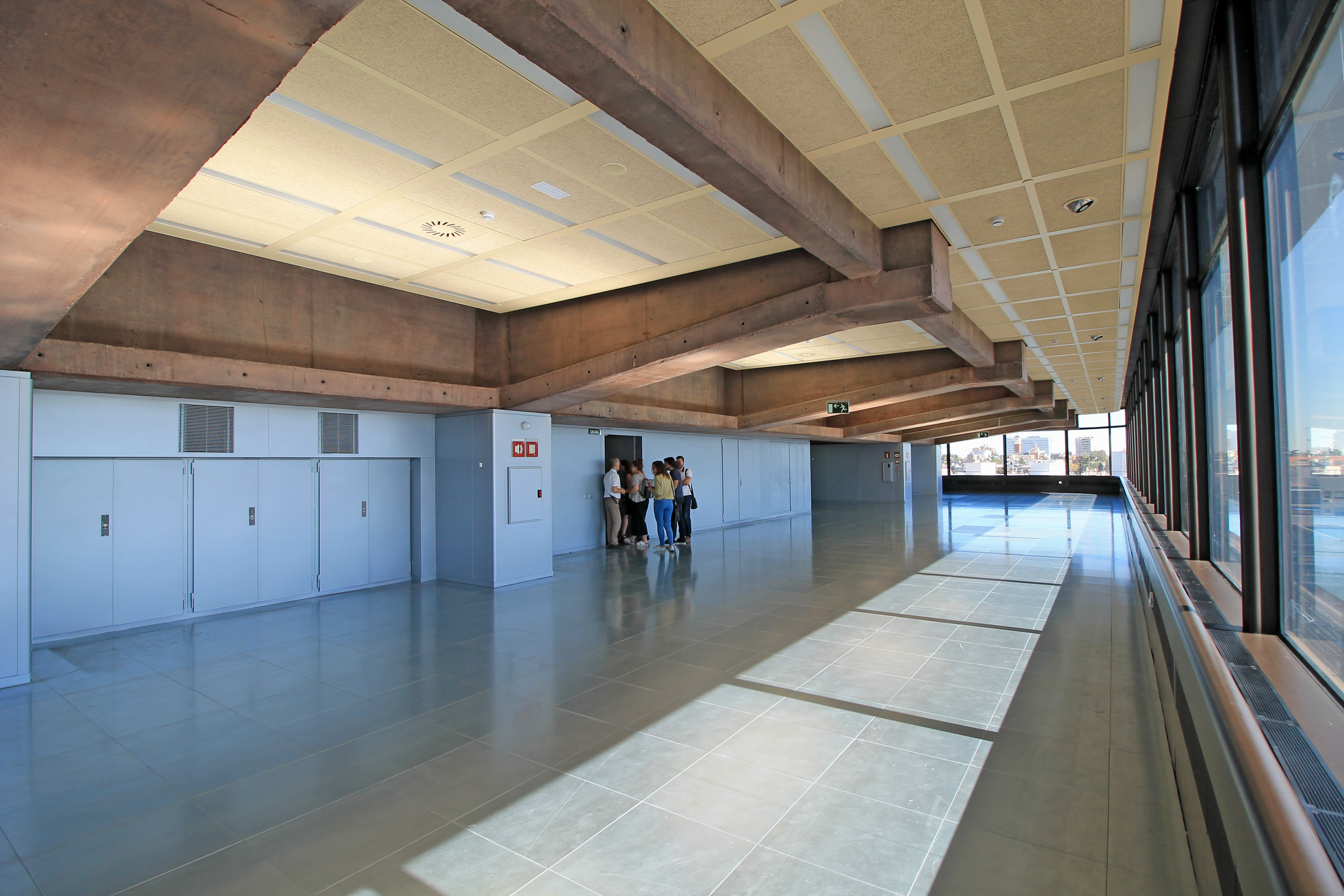
Interior de la planta 11.

El nivel inferior de los sótanos, llamado comercialmente sótano tercero, está dividido en dos sectores por los túneles del ferrocarril. El nivel superior de los sótanos, llamado comercialmente planta semisótano, tiene uso compartido de garaje y oficinas, ubicándose en ella el salón de actos y salas de reuniones.
Sobre rasante, las treinta y tres plantas se organizan mediante siete potentes plataformas estructurales de hormigón armado, que coinciden con los forjados de suelo de las plantas segunda, séptima, duodécima, decimoséptima, vigésimo segunda, vigésimo séptima y trigésimo primera. Dichas plataformas constituyen el apoyo de las subestructuras metálicas que conforman el resto de las plantas. 
Dentro de este esquema estructural, hay plantas con distinto carácter, uso y altura libre. Así, la planta baja se retranquea en todo el perímetro de la torre, ocultando su contacto con el terreno y evitando la existencia de un basamento a la manera tradicional. Las plantas duodécima, vigésimo segunda y trigésimo primera son entreplantas técnicas de acceso restringido y altura libre reducida, ciegas al exterior. Las plantas primera, sexta, undécima, decimosexta, vigésimo primera, vigésimo sexta y trigésima, ubicadas bajo las plataformas de hormigón, tienen mayor altura libre, con la estructura de hormigón coloreado en tono pardo como techo. A su vez, la planta trigésimo primera y los dos torreones que constituyen la planta trigésimo segunda están ocultos por una celosía de perfiles horizontales de acero corten, a modo de remate o coronación. 
Las fachadas de la torre manifiestan con claridad la organización de los niveles interiores mediante la alternancia de petos revestidos de acero corten y bandas acristaladas con lunas tintadas en color bronce. La carpintería de aluminio queda oculta igualmente por las planchas de acero corten atornilladas a los perfiles. Pasarelas de mantenimiento recorren todo el perímetro de la torre en cada uno de los niveles, marcando líneas horizontales. En las fachadas este, sur y oeste, el efecto se refuerza de modo espectacular mediante bandejas de trámex que tienen la función de reducir el soleamiento directo. 
La torre adquiere así el aspecto de una fortaleza ejecutada exteriormente solo con dos materiales entonados cromáticamente, acero corten y vidrio, con una serie de ritmos horizontales complejos cuyas irregularidades no son fruto del capricho, sino respuesta a requerimientos técnicos y funcionales. Esas mismas diferencias o irregularidades que aparecen planta a planta se aprecian entre las distintas fachadas, que incorporan los elementos necesarios para satisfacer necesidades concretas de control del soleamiento. Así, la fachada oeste incluye un segundo nivel de lunas tintadas verdes para reducir el molesto sol de poniente, y la fachada norte se desnuda de parasoles por no ser necesarios.
El arquitecto consigue que a pesar de esas diferencias o peculiaridades, el edificio no pierda la unidad ni los valores formales y compositivos. Esta manera de proyectar en la que cada elemento se adapta o modifica lo necesario para dar respuesta a una necesidad concreta aproxima este edificio de un modo sutil y menos evidente que en las Torres Blancas del mismo autor al concepto de arquitectura orgánica. 

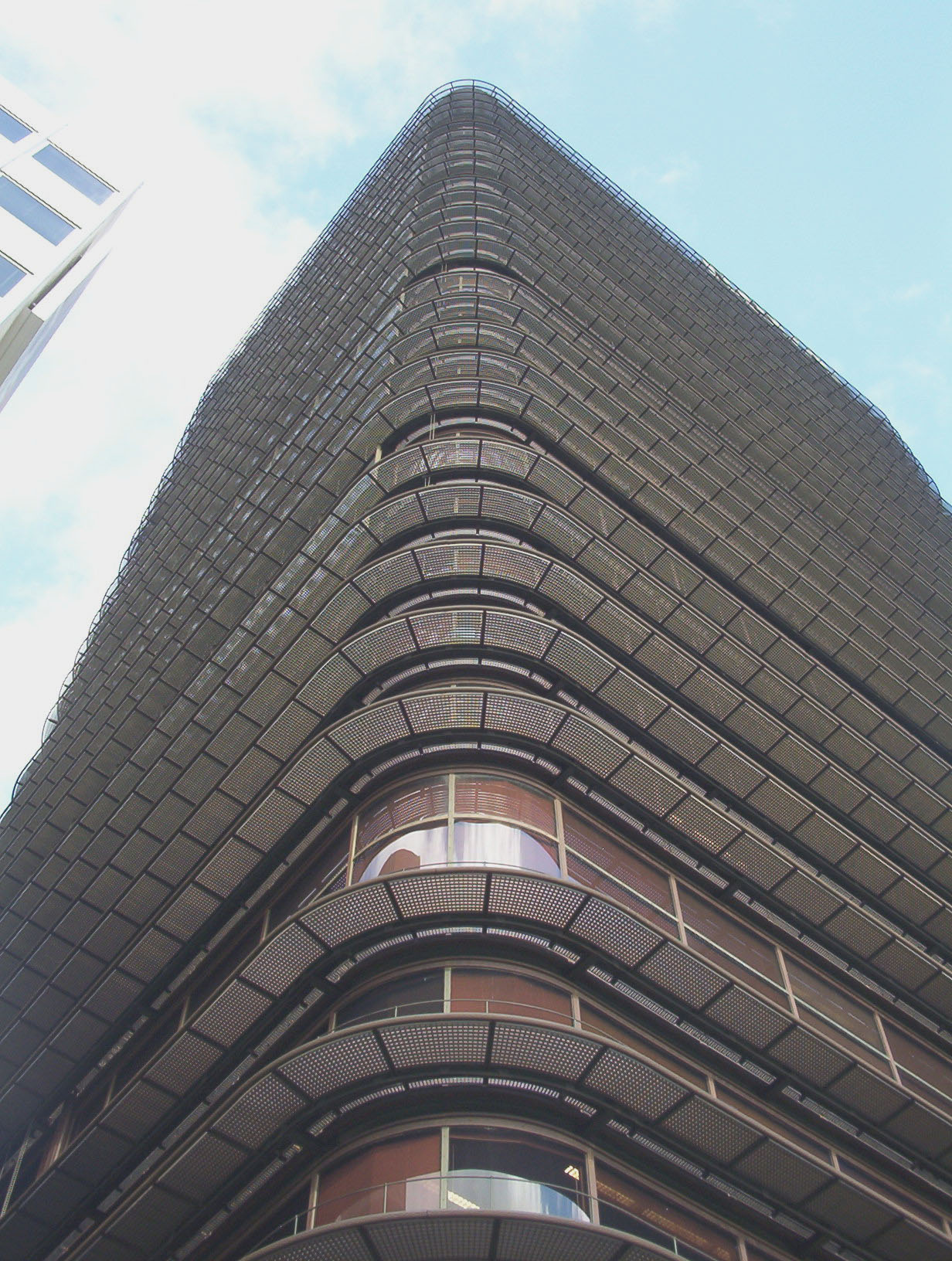
Fachada.

Una de las peculiaridades del edificio es su implantación en el terreno. El arquitecto opta por crear una depresión en los espacios exteriores del este y sur de la parcela, disponiendo plataformas a distintos niveles. La torre se hunde en el terreno y se rodea de un auténtico patio inglés, desapareciendo el basamento tradicional. Los accesos al edificio se plantean en varios puntos del contorno y con diferente carácter. Bajo las fachadas este y sur de la torre se sitúan dos accesos, disimulados por el retranqueo de la planta baja, mientras que en el cuerpo lateral se plantea una entrada más representativa y convencional al nivel de la rasante de la calle. 
Interiormente, las plantas baja y primera, que constituyen la parte pública del edificio, forman una unidad espacial compleja, con vacíos y escaleras de conexión. En este ámbito se utilizan materiales y colores diversos para proporcionar un ambiente de mayor riqueza e interés formal. La planta de la torre se organiza en torno al eje constituido por los dos núcleos de hormigón, ocupados por ocho ascensores, y el resto de elementos funcionales como escaleras, aseos, patinillos y ascensores suplementarios. En origen los espacios de oficinas formaban un anillo en torno a este eje central, pero la introducción en el año 2000 de una tercera escalera de emergencia ha cortado el anillo por el oeste. 
Los espacios de oficinas se caracterizan por su limpieza y diafaneidad. El aire acondicionado se distribuye por consolas de aluminio continuas que constituyen los petos de fachada, liberando los falsos techos. En estos, la modulación se manifiesta con potente perfilería de aluminio extrusionado vista y paneles acústicos donde van encajadas las luminarias, realizadas a medida para esta dimensión. Los pilares metálicos que aparecen en las plantas tipo están encamisados en vainas cilíndricas de acero inoxidable soldadas y pulidas artesanalmente. La modulación de las fachadas hace posible la subdivisión de espacios interiores acometiendo directamente a los maineles de separación del vidrio y a la perfilería del falso techo, manteniendo el orden y el diseño coherente en todos los espacios.

## Inquilinos
El edificio está ocupado por los siguientes inquilinos (entre otros):
- Ansys, empresa líder en software de simulación de ingeniería
- Teka, firma alemana[8]
- Hays, empresa de selección de personal[9]
- Savills Aguirre Newman[10]
- Grant Thornton, empresa de Servicios Profesionales (Auditoría, Fiscal, Legal, Consultoría, Energía)[11]
- Kairós Digital Solutions, boutique tecnológica especializada en agile, desarrollo de software, UX y DevOps[12]
- ElTenedor, la app líder de reservas en línea de restaurantes en Europa, Australia y América Latina
- Zurich Seguros, empresa aseguradora líder